# Rubano
Rubano est une commune italienne de la province de Padoue, dans la région Vénétie.

## Administration
| Période                                  | Période | Identité | Étiquette | Qualité |
| ---------------------------------------- | ------- | -------- | --------- | ------- |
|                                          |         |          |           |         |
| Les données manquantes sont à compléter. |         |          |           |         |

### Hameaux
Sarmeola, Bosco, Villaguattera.

### Communes limitrophes
Mestrino, Padoue, Saccolongo, Selvazzano Dentro, Villafranca Padovana.

## Jumelage
Notre-Dame-de-Gravenchon (Seine-Maritime, France).